# Орв'єто
Орв'єто (італ. Orvieto) — муніципалітет в Італії, у регіоні Умбрія, провінція Терні, у давнину — самостійне місто-держава.
Орв'єто розташований на відстані близько 100 км на північ від Рима, 50 км на південний захід від Перуджі, 50 км на захід від Терні.
Населення — 20 735 осіб (2014).

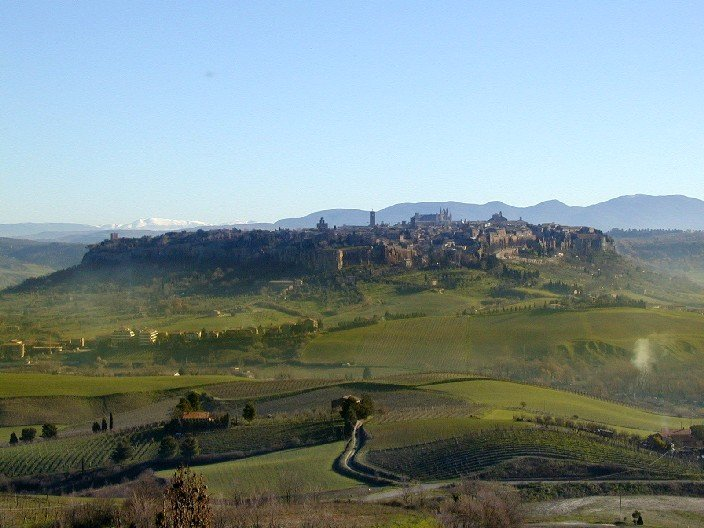

Щорічний фестиваль відбувається 19 березня. Покровитель — Святий Йосип.

## Історія
Поселення на високій туфовій скелі, що панує над усією навколишньою долиною, виникло не пізніше VII ст. до н. е.. Його мешканцями були етруски, що дали місту назву Велцна.
Велцна грала провідну роль у союзі дваднадцяти етруських міст-держав. Тут знаходився храм Вольтумна, у якому на свята і наради збиралися представники усіх етруських громад. Ще одне святилище — богині Нортії було відоме тим, що в його мур кожного року забивався цвях. Етруски вважали, що коли для нових цвяхів не залишиться місця — їхній народ зникне. Велцна мала потужні мури, які частково збереглися і досі. Етруський некрополь відомий зараз під назвою Туфове розп'яття (італ. Crocefisso di Tufo). Воду до міста постачали з глибокого колодязя (італ. Pozzo della Cava) глибиною 36 метрів.
У 392 р. до н. е. мешканці Велцни вперше зіткнулися з римлянами, зазнали від них поразки і змушені були сплачувати данину. Після придушення етруського повстання на початку III ст. до н. е. Велцна залишалася єдиним незалежним містом Етрурії. Її мури вважалися нездоланними. Але спалахнули заворушення в самому місті. Врешті решт владу у Велцні у 265 р. до н. е. захопили раби. Вцілілі громадяни змушені були звернутися до римлян по допомогу. Вояки консула Марка Флувія Флакка здобули місто, але владу колишнім громадянам не повернули. Поселення було вщент зруйноване, а його мешканців поселили в іншому місці — на рівніні, біля озера. Оскільки римляни називали Велцну Вольсиніями, то й нове місто отримало ім'я Вольсинії Нові або ж просто Вольсинії.
Життя на місці колишньої Велцни відновилося наприкінці античності, коли жити на відкритій рівнині знову стало небезпечно. Пагорб из етруськими руїнами іменувалі «старим містом» (лат. Urbs Vetus), тож і поселення отримало врешті трохи переінакшену назву Орв'єто. Роль міста зросла після того, як до нього з менш захищеної Больсени була перенесена резиденція єпископа. У V ст. римлян змінили готи, потім Італію відвоювали візантійці, а їм на зміну прийшли лангобарди.

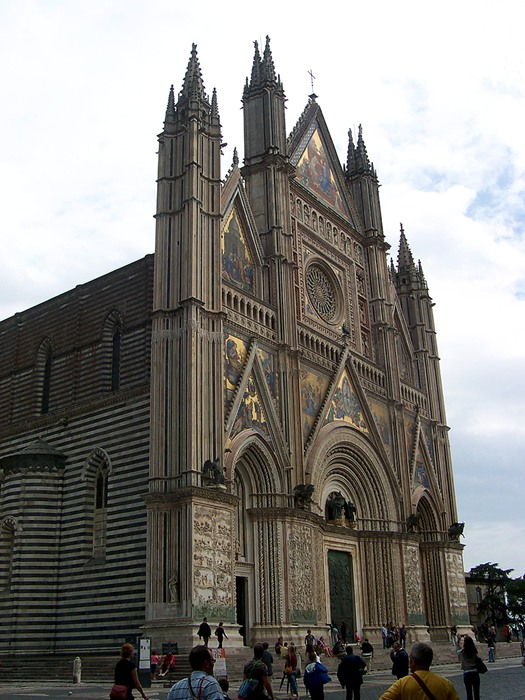
Собор Орв'єто

Лангобардські герцоги контролювали Орв'єто до X ст., коли місто здобуло самоврядування. Наприкінці сторіччя Орв'єто відвідав папа Бенедикт VII разом з небожем Філіппо Альберічі. Останній згодом оселися у місті і в 1016 р. став його консулом. З 1201 р. міцеве самоврядування очолив подеста. За наказом Адріана IV місто було оточене мурами. Водночас саме за в цей час в Орв'єто особливого поширення набуває вчення патаренів, симпатики яких навіть очолили місцеве самоврядування. Це викликало невдоволення Іннокентія III, який у 1199 р. спрямував до міста Петра Паренцо. Паренцо був вбитий, і після цього рух патаренів в Орв'єто був придушений з надзвичайною жорстокістю — тож надалі жодного опору владі пап міські мешканці чинити не наважувалися. Григорій IX навіть заснував у місті богословську школу.

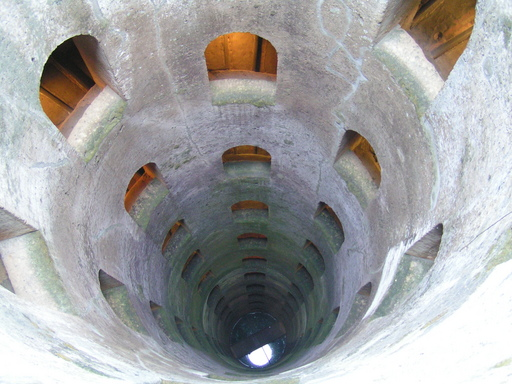
Колодязь Святого Патрика в Орвієто

Папа Урбан IV обрав Орв'єто для церемонії свого сходження на престол і почав будівництво у місті папського палацу. Щоправда будівництво завершилося вже після його смерті, тож першим мешканцем палацу став Григорій X. У 1290 р. за розпорядженням папи Мартина IV в Орв'єто почали зводити собор. Миколай IV перевіз до міста усю курію і був обраний мешанцями Орв'єто подеста та народним капітаном. Подеста став і народжений в Орв'єто Боніфацій VIII, який подарував рідному місту… власну статую для встановлення на міських воротах. Після його смерті, щоправда, розпочався «авіньйонський полон пап» і Орв'єто почало занепадати.
У 1527 р. в Орв'єто переховувався Климент VII. Щоб місто могло витримати облогу, за проектом Антоніо де Сангалло Молодшого був збудований грандіозний Колодязь Святого Патрика глибиною 53 метри із подвійними сходами і 72 віконцями.

## Демографія
Населення за роками:

Станом на 1 січня 2023 року в муніципалітеті офіційно проживало 1789 іноземців з 77 країн, серед них 616 громадян країн Євросоюзу та 188 громадян України.

## Сусідні муніципалітети
- Аллерона
- Баньореджо
- Баскі
- Больсена
- Кастель-Джорджо
- Кастель-Віскардо
- Кастільйоне-ін-Теверина
- Чивітелла-д'Альяно
- Фікулле
- Лубріано
- Монтеккьо
- Порано
- Сан-Венанцо
- Тоді

## Особи, пов'язані з містом
- Мікеле Санмікелі (1484—1559), фортифікатор і архітектор доби відродження

## Галерея зображень

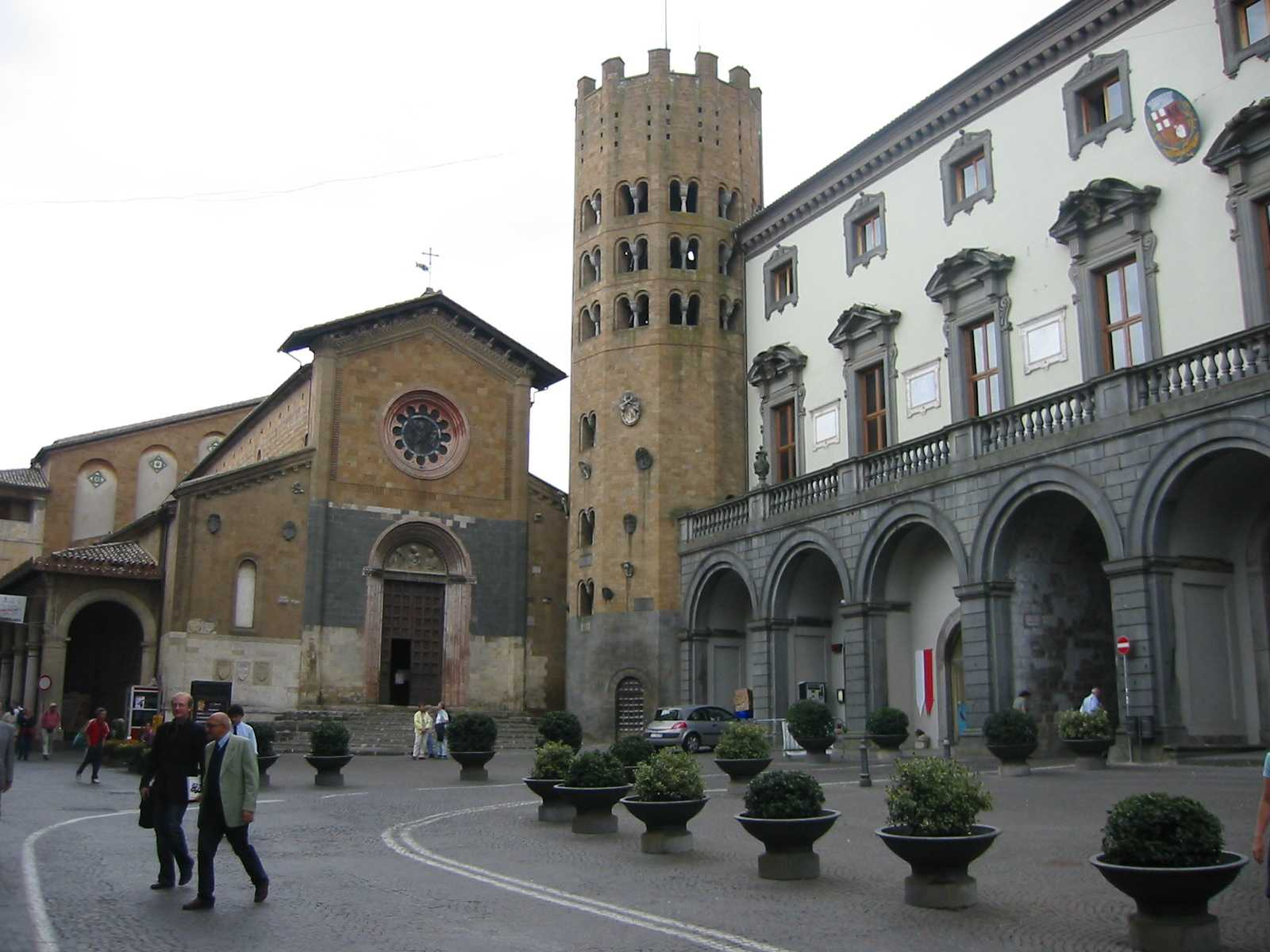
Площа Республіки
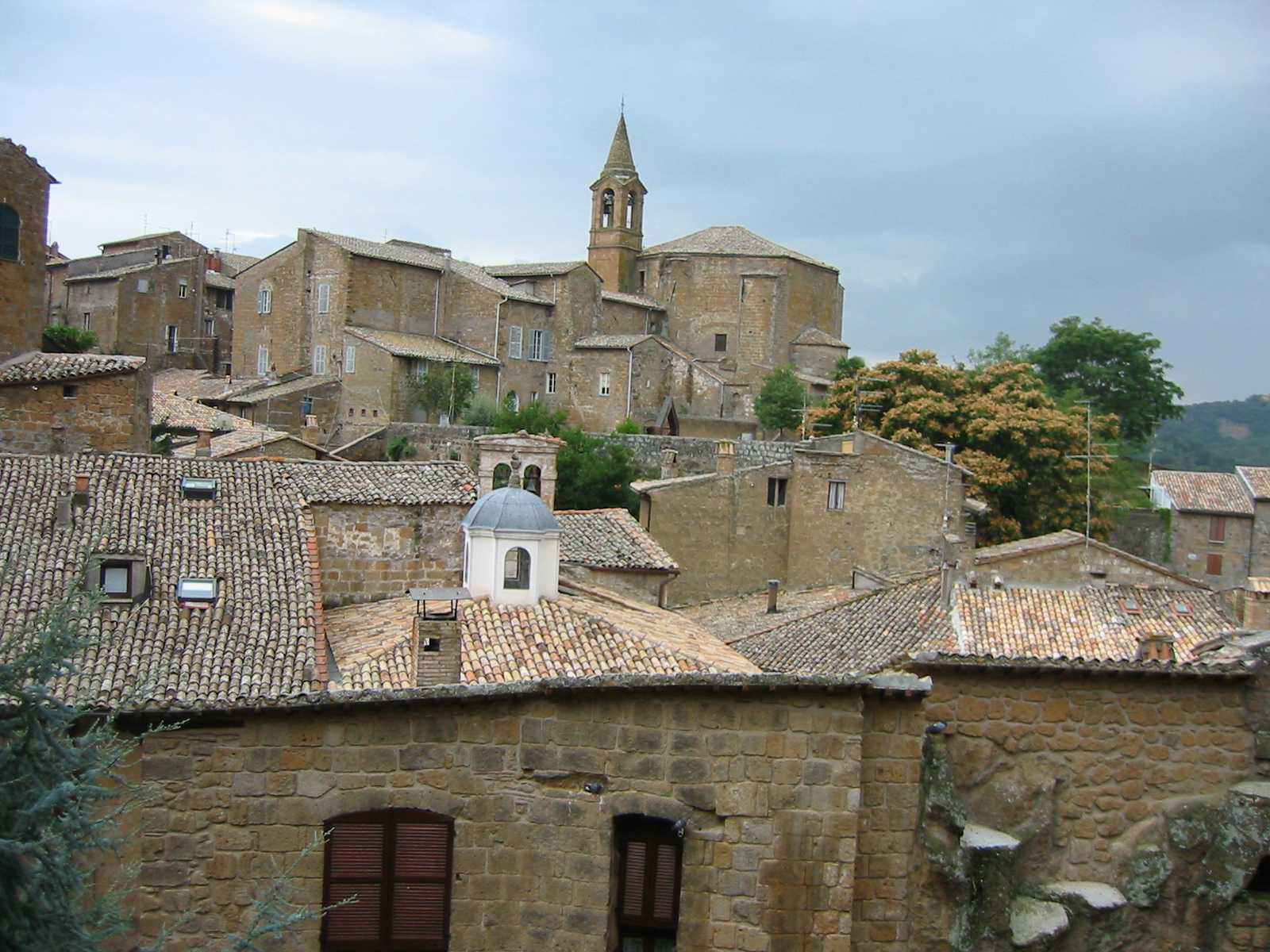
Стародавній район Cava
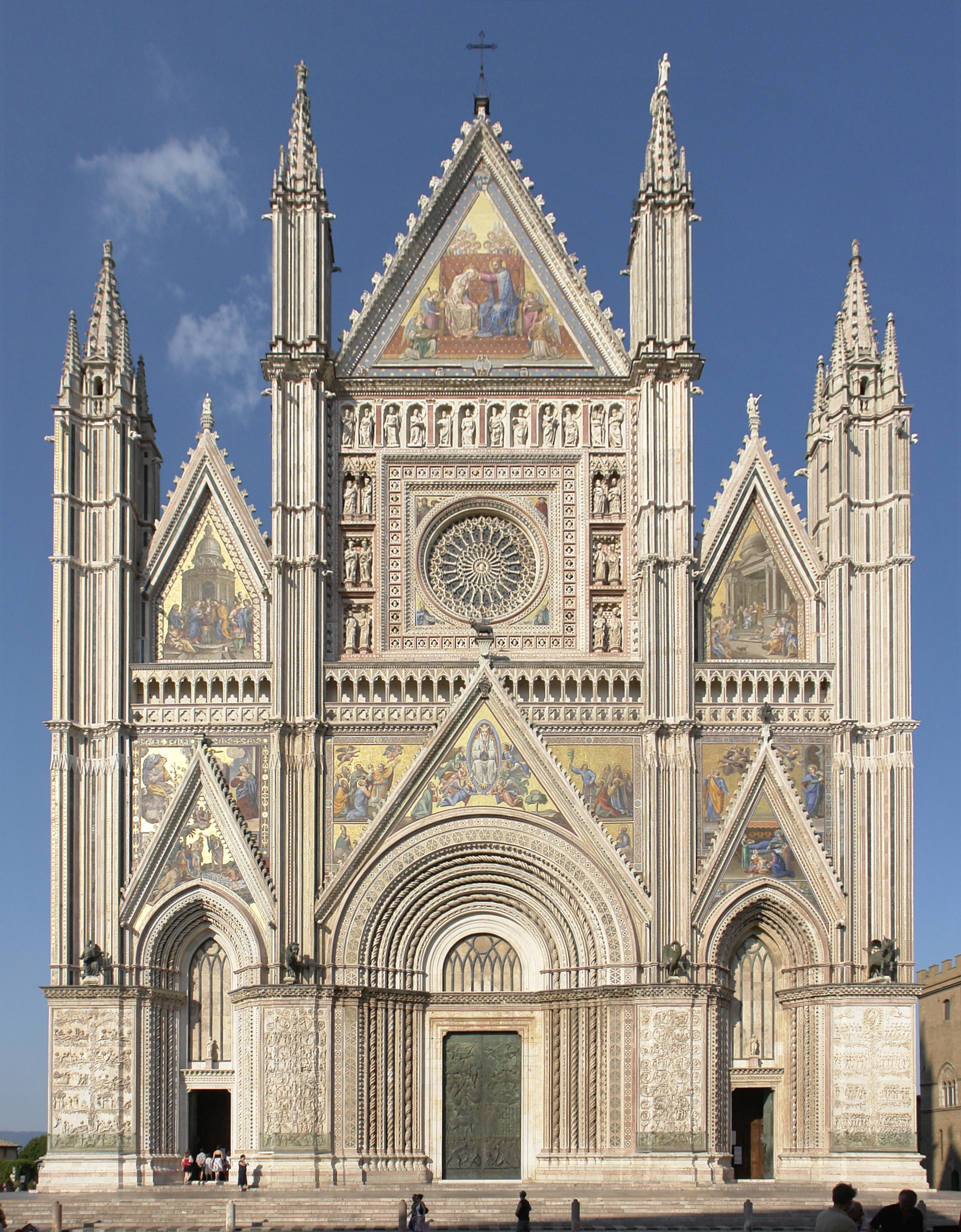
Катедральний собор (Дуомо), фасад
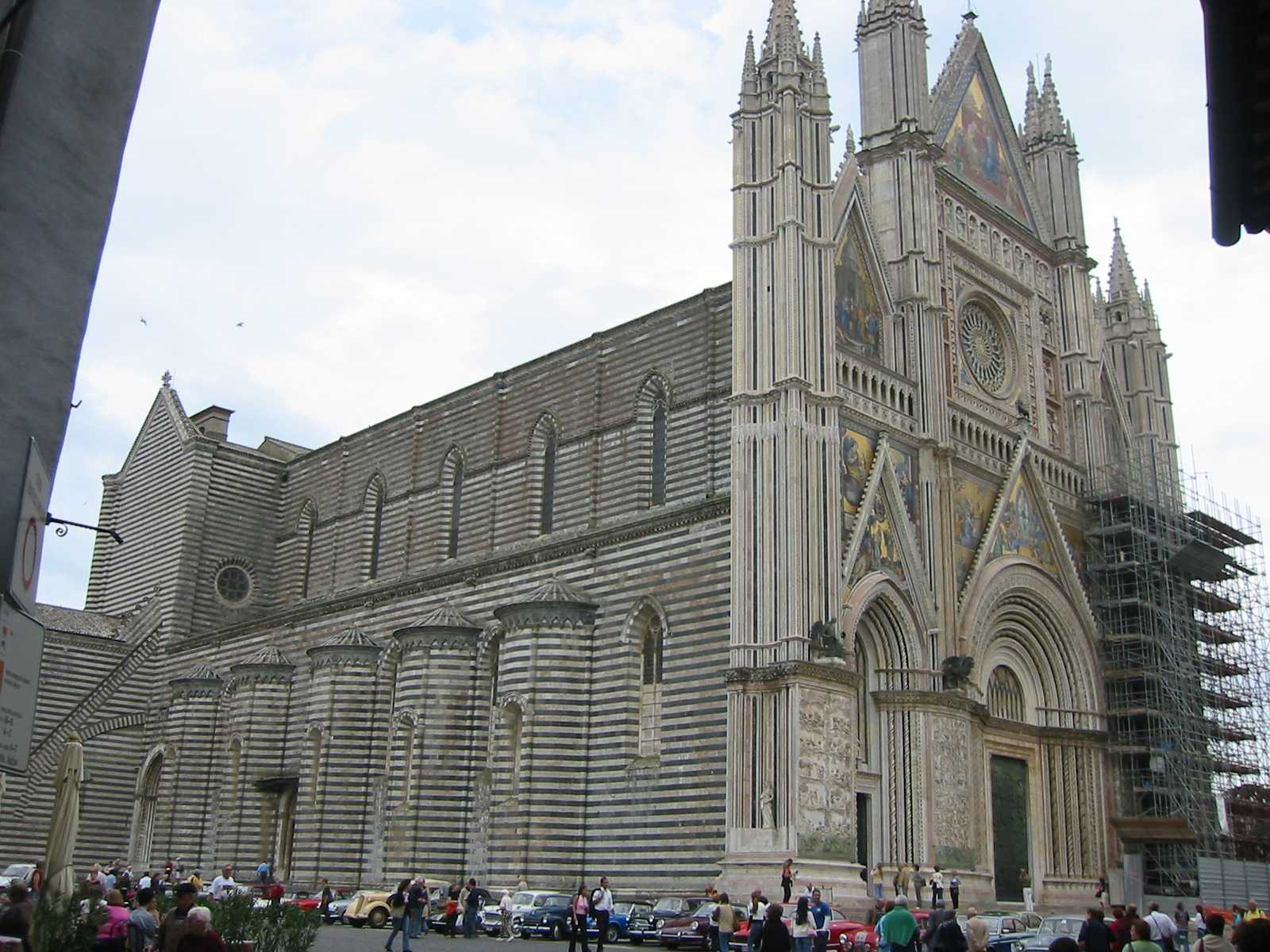
Загальний вигляд собору
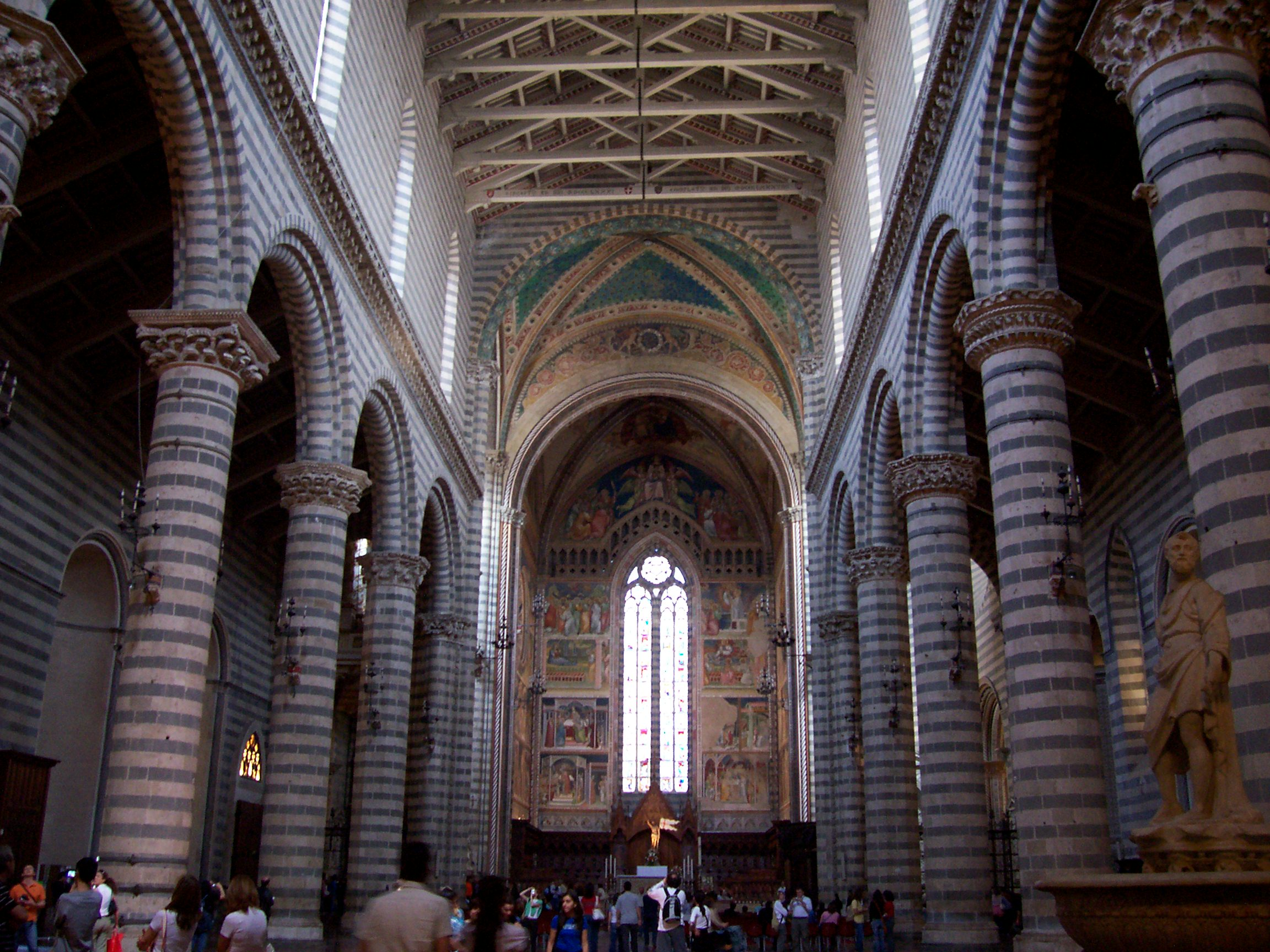
В соборі
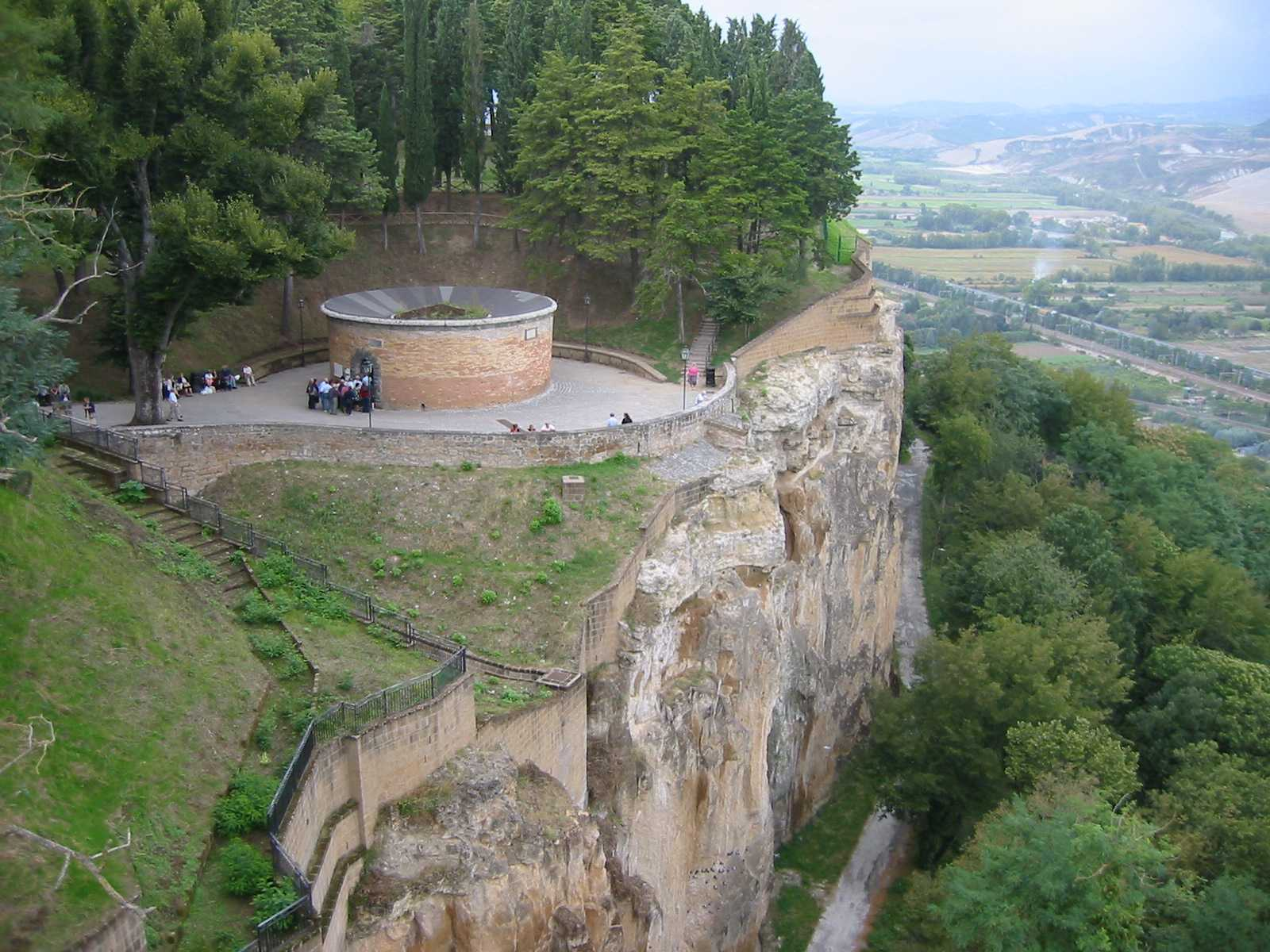
Колодязь Святого Патрика
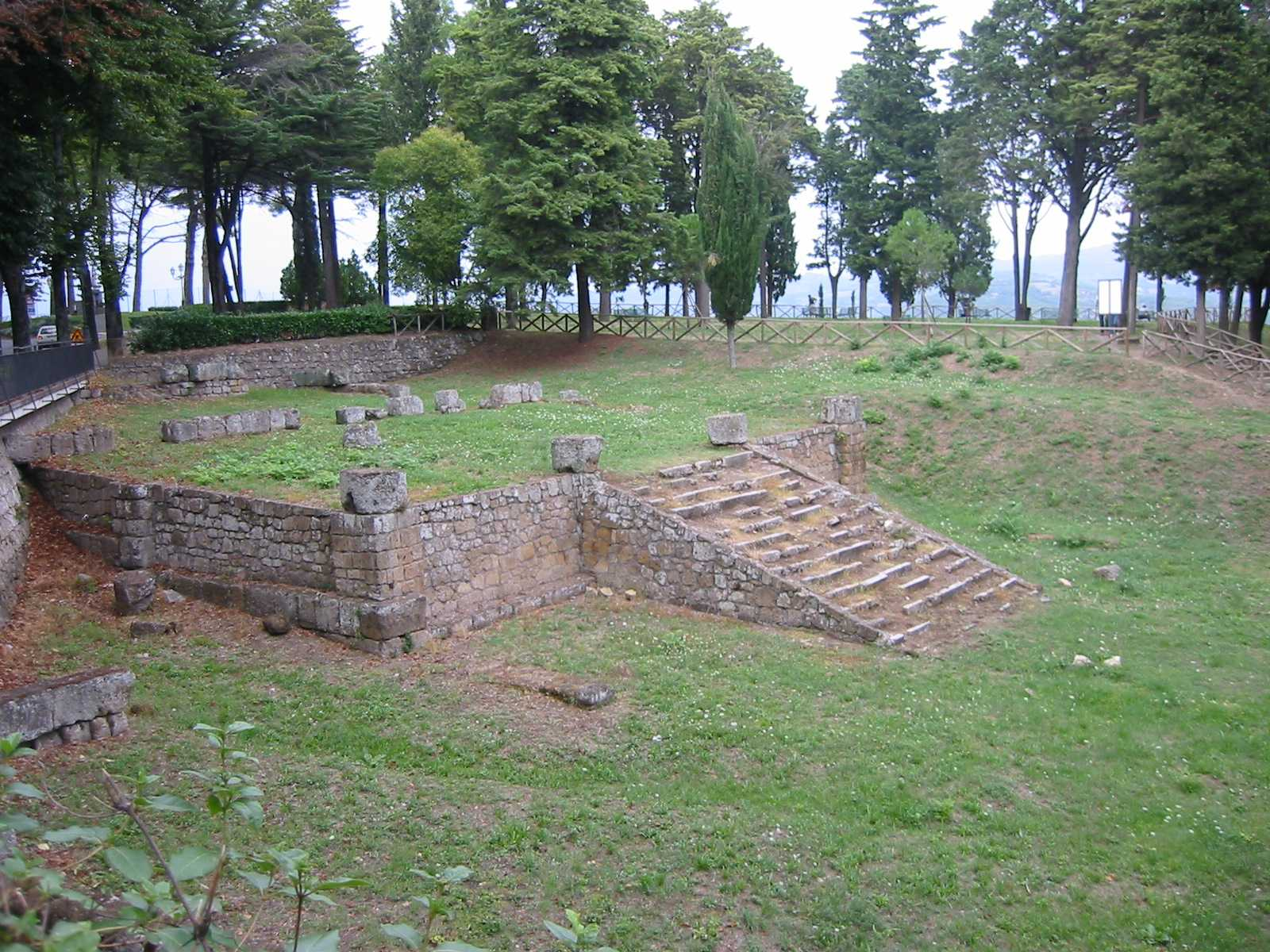
Храм Бельведер
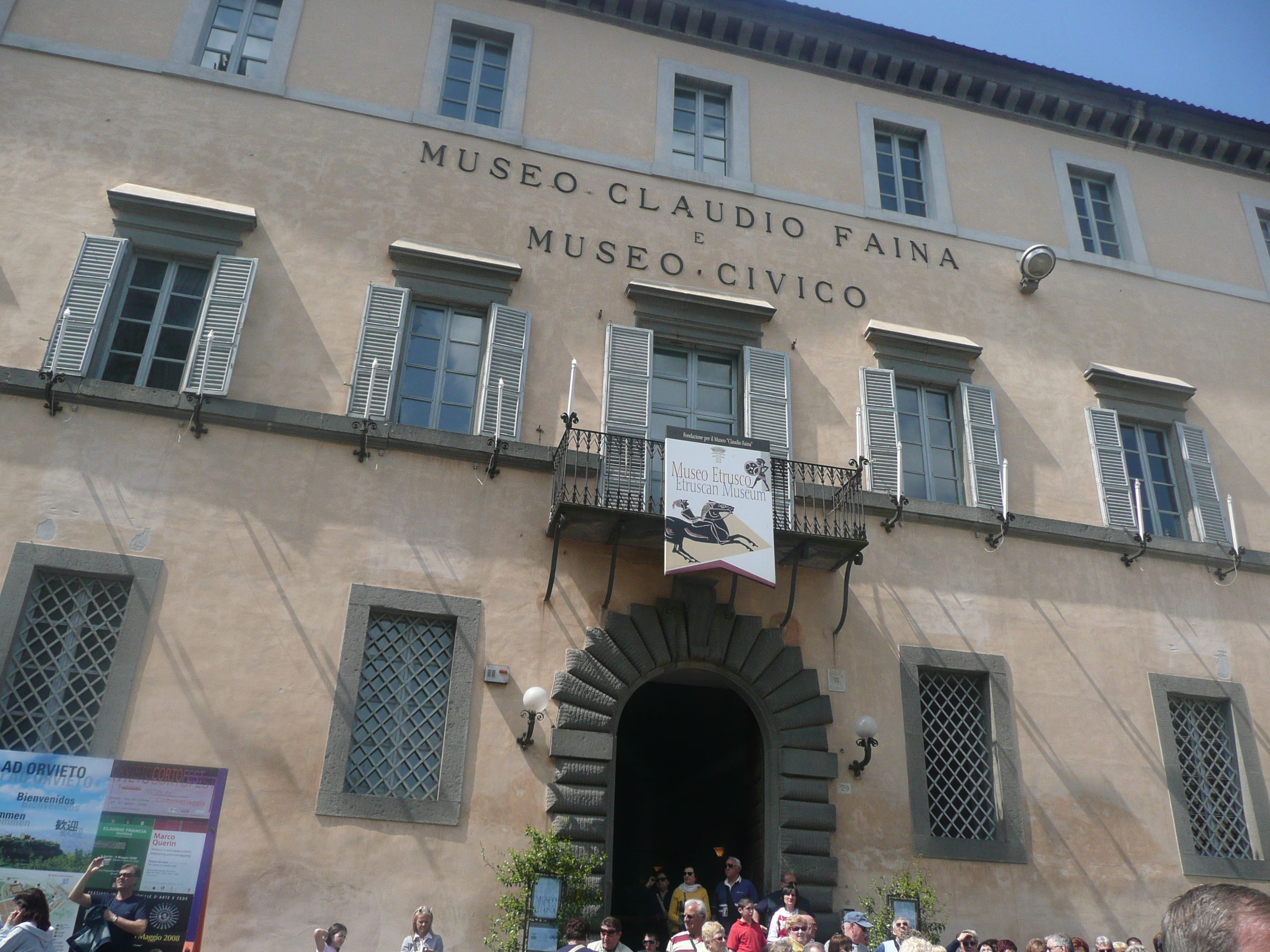
Музей Клаудіо Фаїна
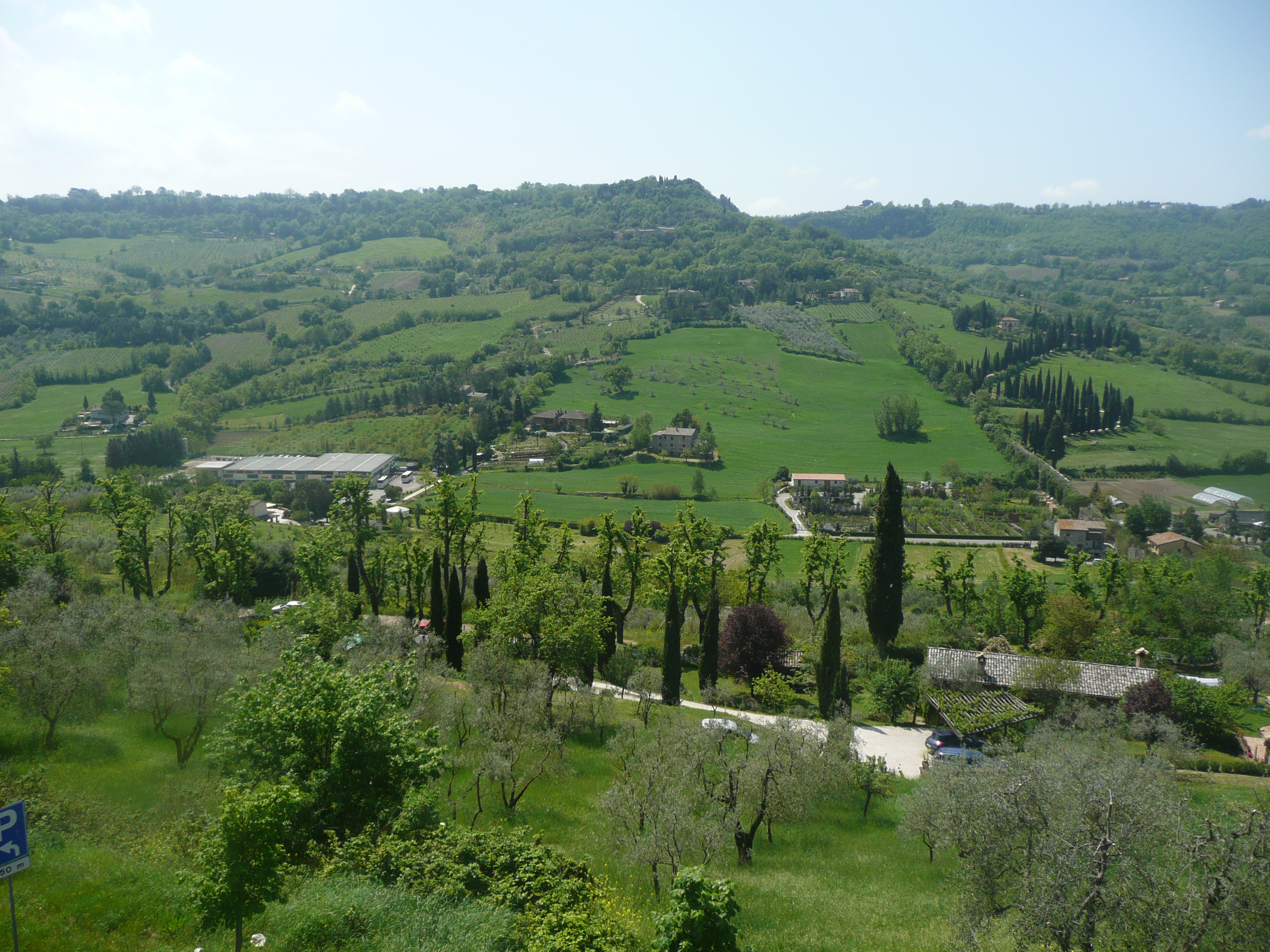
Краєвид біля Орв'єто
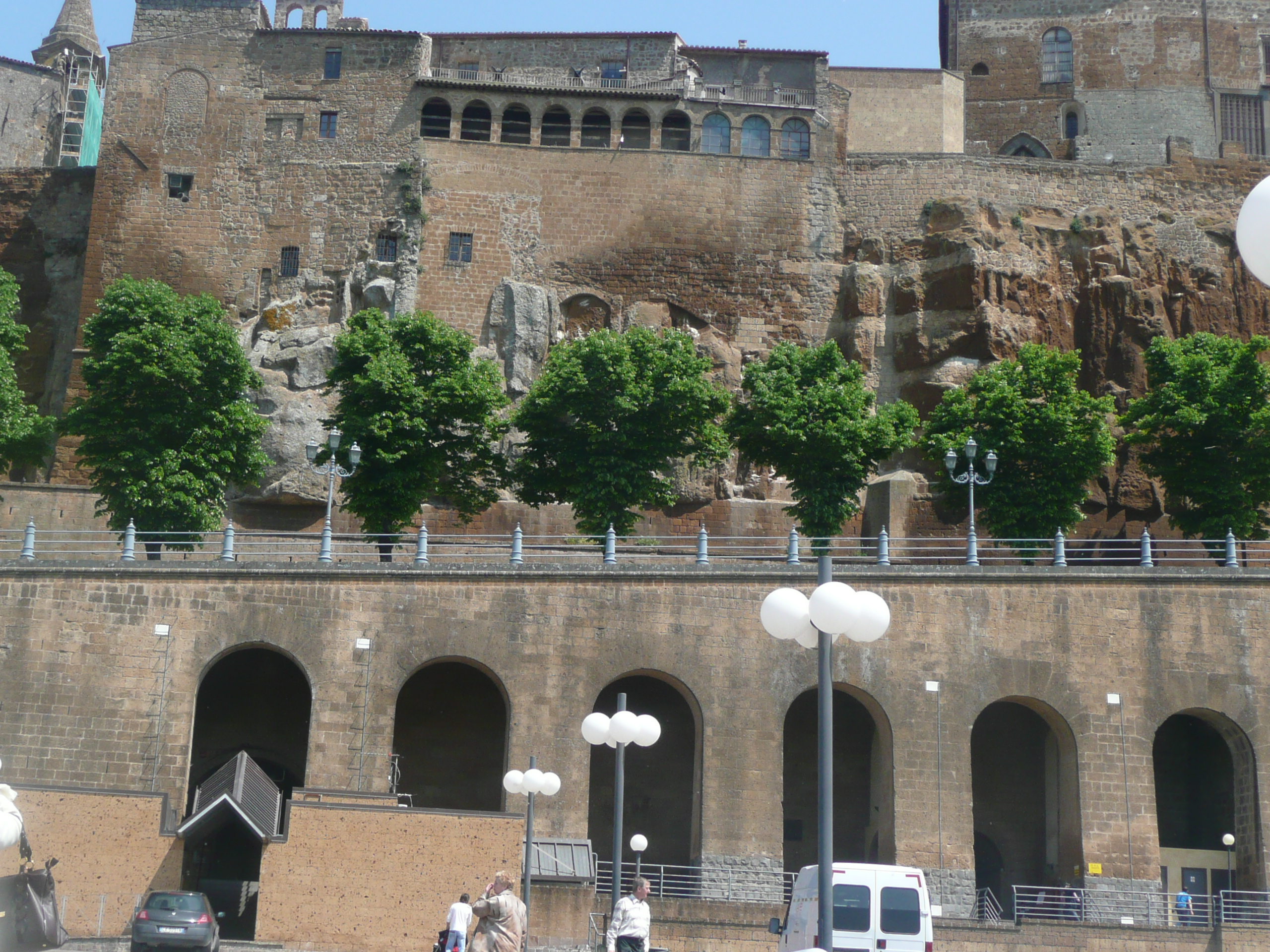
Орв'єто